# Милија Станишић
Милија Станишић (Винићи, код Даниловграда, 9. новембар 1921 — 30. јануар 2012) био је учесник Народноослободилачке борбе, генерал-потпуковник авијације ЈНА и публициста.

## Биографија
Рођен је 9. новембра 1921. у Винићима, код Даниловграда. Његов отац Цвјетко Станишић био је православни свештеник.
Гимназију је учио у Никшићу и на Цетињу. Године 1937, са свега шеснаест година постао је члан Савеза комунистичке омладине Југославије (СКОЈ). Током студија на Медицинском факултету у Београду, учествовао је у револуционарном студентском покрету и 1. маја 1940. постао члан Комунистичке партије Југославије (КПЈ). Током студија, на факултету је био члан партијског руководства и члан Акционог одбора студентских стручних удружења. Због револуционарних активности више пута је био хапшен и прогањан.
Након окупације Југославије 1941. отишао је у Црну Гору, где је на подручју Никшића, учествовао у организовању Тринаестојулског устанка. Био је инструктор Среског комитета КПЈ за Никшић, политички комесар чете и секретар партијске организације батаљона у Никшићком партизанском одреду. Као политички комесар чете учествовао је у нападу на Пљевља 1. децембра 1941. године.
Потом је био политички комесар Првог ударног херцеговачко-црногорског батаљона и Севернохерцеговачког партизанског одреда. Од августа 1942. био је политички комесар батаљона у Десетој херцеговачкој ударној бригади. Након лечења у партизанској болници, био је политички комесар Пете и Треће далматинске ударне бригаде (април—септембар 1943), Треће пролетерске санџачке (септембар 1943—јун 1944) и Четврте пролетерске црногорске бригаде (јун—октобар 1944). Након тога је био политички комесар 46. српске дивизије, а од децембра 1944. политички комесар Друге пролетерске дивизије. На Другом конгресу Уједињеног савеза антифашистичке омладине Црне Горе биран је за члана Земаљског одбора.
Након рата наставио је професионалну војну каријеру у Југословенској армији. Налазио се на дужностима помоћника начелника Политичког одељења армије, политичког комесара Ратног ваздухопловства, начелника Штаба корпуса и начелник Више војно ваздухопловне академије. Завршио је Вишу војно ваздухопловну академију ЈНА и Курс оператике ЈНА. Активна служба у ЈНА престала му је 1963. у чину генерал-пуковника авијације.
Објавио је неколико књига: 
- Старјешина у борби, 1964.
- Ратна техника и војно дело, 1968.
- КПЈ у изградњу оружаних снага револуције 1941-1945, 1973.
- Токови револуције у Црној гори, збирка радова, 1980.
- Токови револуције у Црној гори , збирка радова, 1984.
- Кадрови револуције — Црногорци на руководећим дужностима у НОР-у народа и народности Југославије 1941-1945, 1984.
- Токови револуције у Црној гори , збирка радова, 1988.
- Руководећи кадрови Народноослободилачке борбе у Црној Гори 1941—1945, 1995.
- Стратегијске вертикале Народноослободилачког рата Југославије 1941—1945, 1999.
- Дубински слојеви Тринаестојулског устанка у Црној Гори, 2005.

Носилац је Партизанске споменице 1941. и других југословенских одликовања, међу којима су Орден ратне заставе, Орден партизанске звезде са златним венцем, Орден заслуга за народ са златном звездом и др.